# Onno Joost Sickinghe (1858-1948)

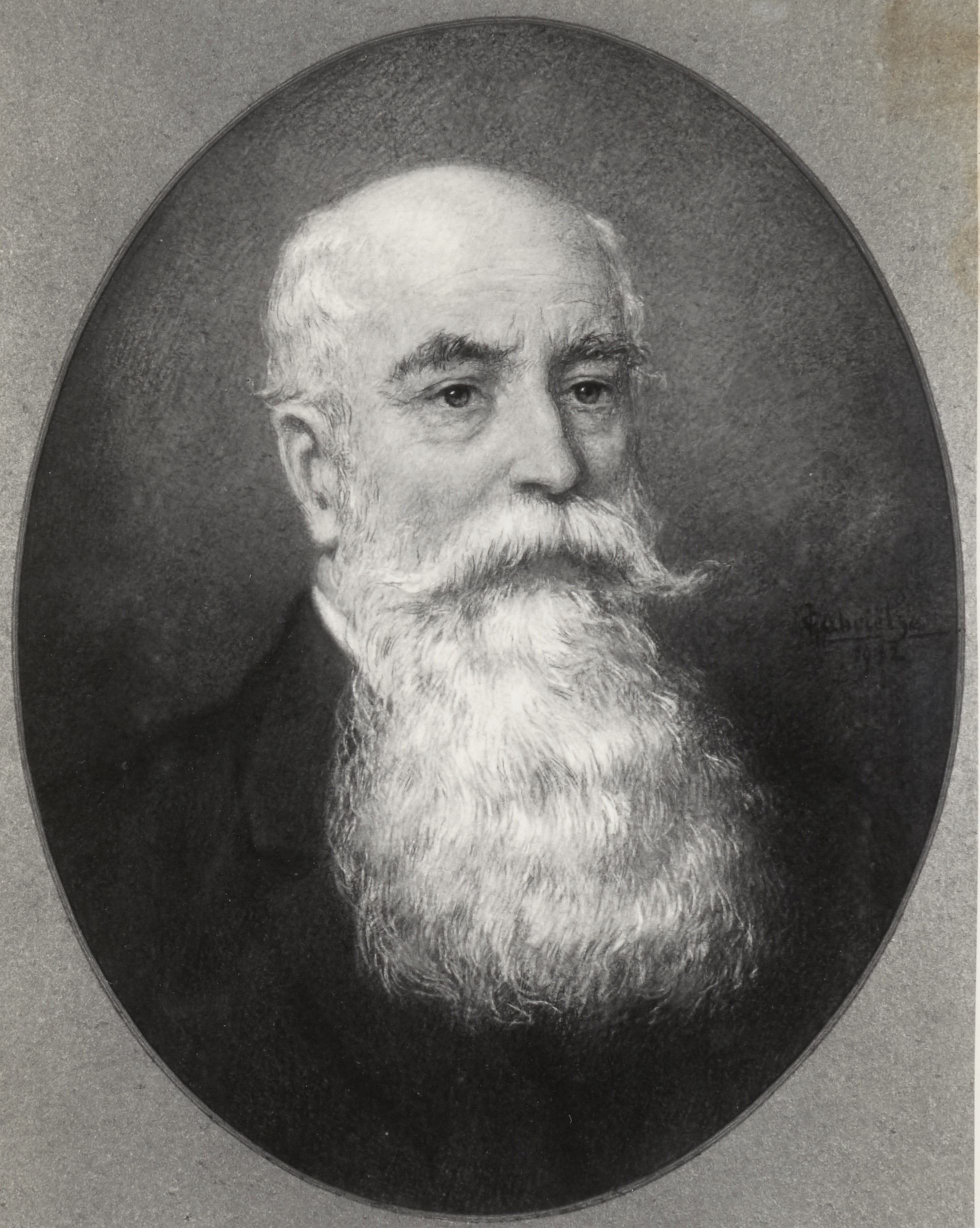
Onno Joost geschilderd door de Nederlandse kunstschilder Johan Gabriëlse

Jhr. Onno III Joost Sickinghe ('s-Gravenhage, 30 april 1858 – Zeist, 21 juli 1948) was een Nederlands gemeenteontvanger en gemeenteraadslid van Zeist. Hij was bestuurder en commissaris van verschillende organisaties en gezelschappen.

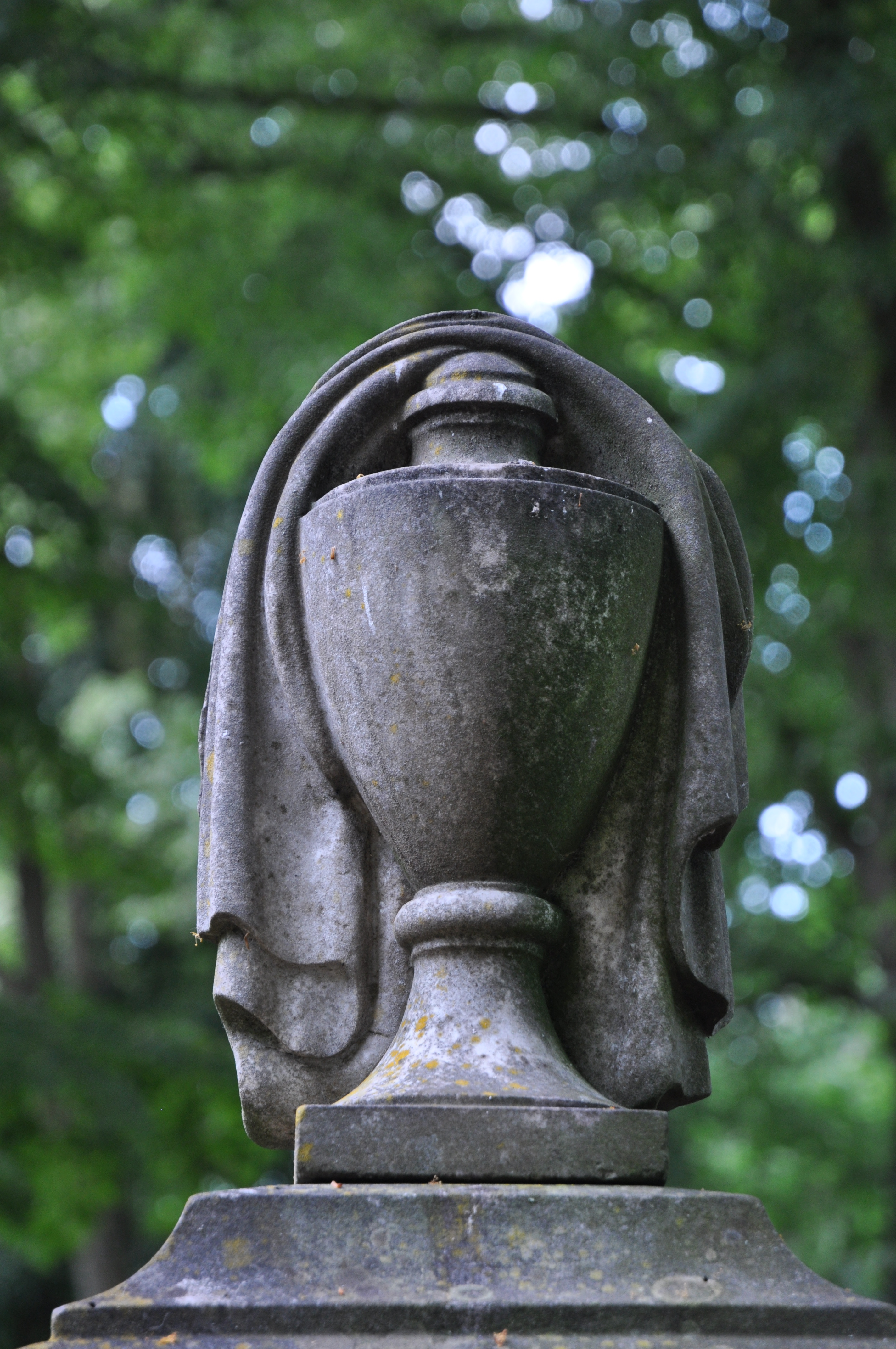
Detail van het graf van de eerste zoon van Onno Joost, Pieter Feijo Onno (1883-1887), op de Oude Algemene Begraafplaats Zeist

## Biografie
Sickinghe, telg uit het Gronings oud adellijke regentengeslacht Sickinghe, werd in 1858 geboren als zoon van jhr. Pieter Feijo Onno Sickinghe (1824-1885), luitenant-kolonel, page van koning Willem II en bestuurder bij verschillende organisaties. Zijn moeder was Ottelina Cornelia van Eck (1833-1870), kleindochter van Jacob Nicolaas van Eck (1752-1833), de eerste burgemeester van Arnhem. Sickinghe's grootvader (en naamgenoot) was Onno Joost Sickinghe (1782-1845), Gronings politicus, belastinginspecteur, rechter en lid van de Ridderschap der Provincie Groningen.
Sickinghe was meester in de vrijmetselarij bij de loge Ultrajectina. Hij was vice-voorzitter van sociëteit 'De Nieuwe sociëteit' en penningmeester van de Maatschappij tot Nut van 't Algemeen (departement Zeist).
Hij trouwde op 4 mei 1882 met Johanna Ignatia Jacoba Nepvue tot Ameyde (1858-1942), telg uit het adellijke geslacht Nepvue tot Ameyde en schaakster onder het pseudoniem ‘mevrouw Jowes'. Zij was een dochter van Mr. Laurent Jean Nepvue tot Ameyde (1807-1876), rechtbankpresident te Groningen, en Louise Elisabeth Barones van Heerdt tot Eversberg (1824-1859).
Zij kregen samen 4 kinderen: 
- jhr. Pieter Feijo Onno Sickinghe (7 juli 1883 - 14 mei 1887)
- jkrv. Louise Elisabeth Sickinghe (1885-1945), getrouwd met Aubin Unico Crommelin (1880-1965), lid van het patriciërsgeslacht Crommelin en directeur van de Rotterdamsche Bank te Zeist.
- jkrv. Ottelina Cornelia Sickinghe (1886-1918)
- jhr. Duco Wilhelm Sickinghe (1888-1983); luitenant-kolonel der artillerie en ordonnansofficier van koningin Wilhelmina

Sickinghe werd als student (jur. cand.) overvallen door bloedspuwingen en verhuisde voor genezing naar Davos-am-Platz. Hij woonde met zijn vrouw op villa Rozenoord. In Davos werd hun eerste zoon, jonkheer Pieter Feijo Onno Sickinghe, geboren. Deze Pieter overleed op 3-jarige leeftijd te Zeist. Ter nagedachtenis is op de Oude Algemene Begraafplaats Zeist een grafmonument voor hem opgericht. Het monument is een van de vijf rijksmonumenten van de begraafplaats en heeft een gesluierde urn en een marmeren plaat met daarop de tekst: 
Hier rust onze lieveling Onno / geb. 7 juli 1883 / gest. 14 mei 1887 / De Heer heeft gegeven, de Heer heeft genomen, de naam des Heeren zij geloofd
In hetzelfde graf is ook jkvr. Ottelina Cornelia Sickinghe (1886-1918), 31 jaar oud, bijgezet. Op haar grafschrift staat: Joh 10 : 28, "en niemand zal ze uit Mijne hand rukken". 

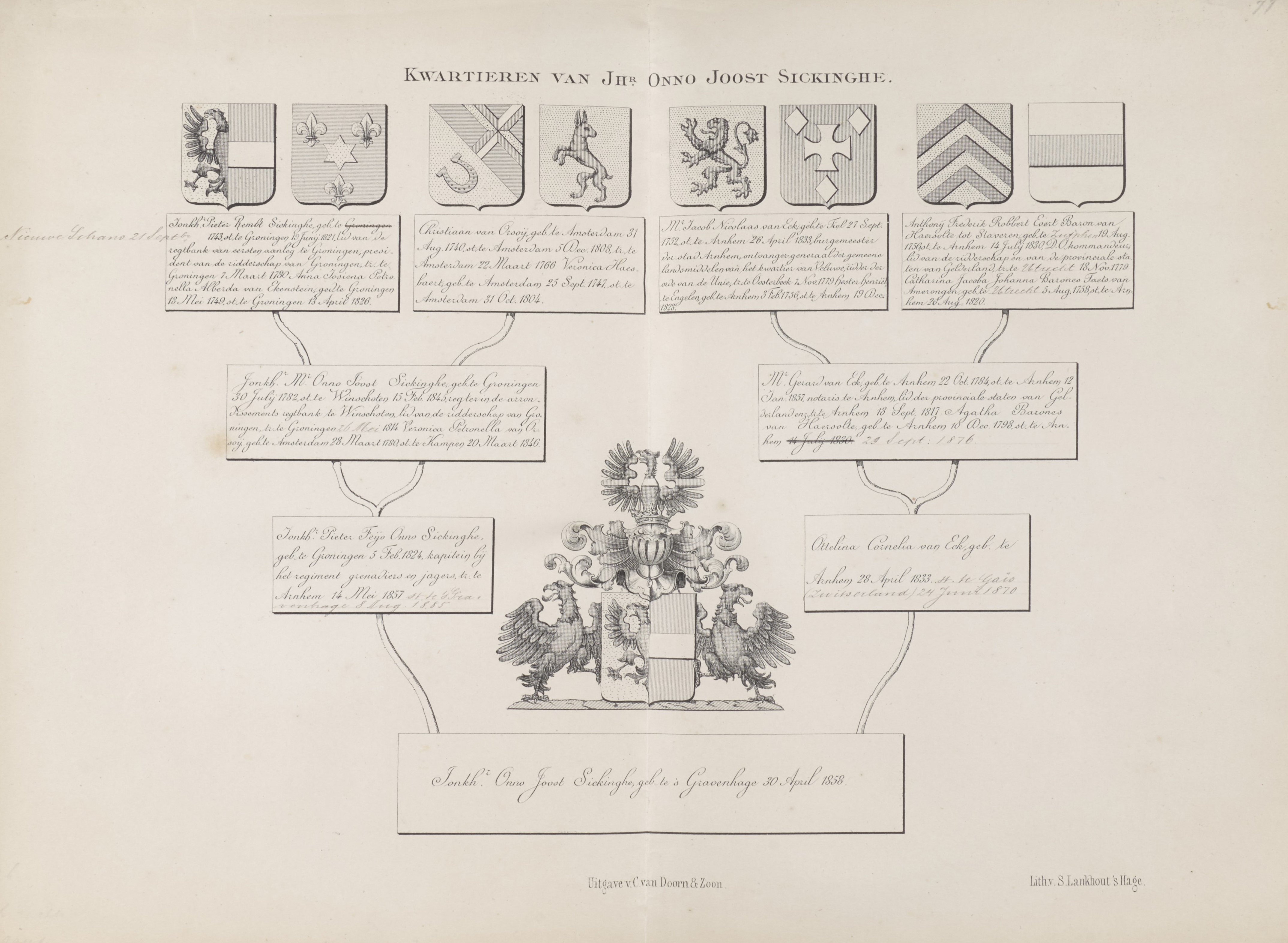
De kwartieren van Onno Joost (v.l.n.r. de wapens van de geslachten Sickinghe, Alberda, Van Orsoy, Haesbaert, Van Eck, Engelen, Van Haersolte en Taets van Amerongen

## Werk
Sickinghe was eerste luitenant bij de schutterij van Utrecht. Hij was van 1895-1919 gemeenteontvanger te Zeist. Ook was hij gemeenteraadslid van diezelfde gemeente. Sickinghe was commissaris van de Utrechtse Kredietbank. Hij was secretaris van de Volksbibliotheek van het departement Zeist en de  Onderlinge Waarborg-vereniging voor Arbeiders en Werklieden. Hij was eveneens secretaris in de commissie van bestuur van het Onderling Ziekenfonds. Ook was hij lid van de Algemeene Armen-Commissie.

## Trivia
- Sickinghe was schaker, in 1897 schonk hij een groot medaillon van pleisterwerk, met het profiel van de Engelse schaker Howard Staunton aan het Schaakgezelschap Staunton (Groningen).[5][6]
- Hij was tussen 1878 en 1880 lid van het Genootschap Kunstliefde[7]

## Galerij

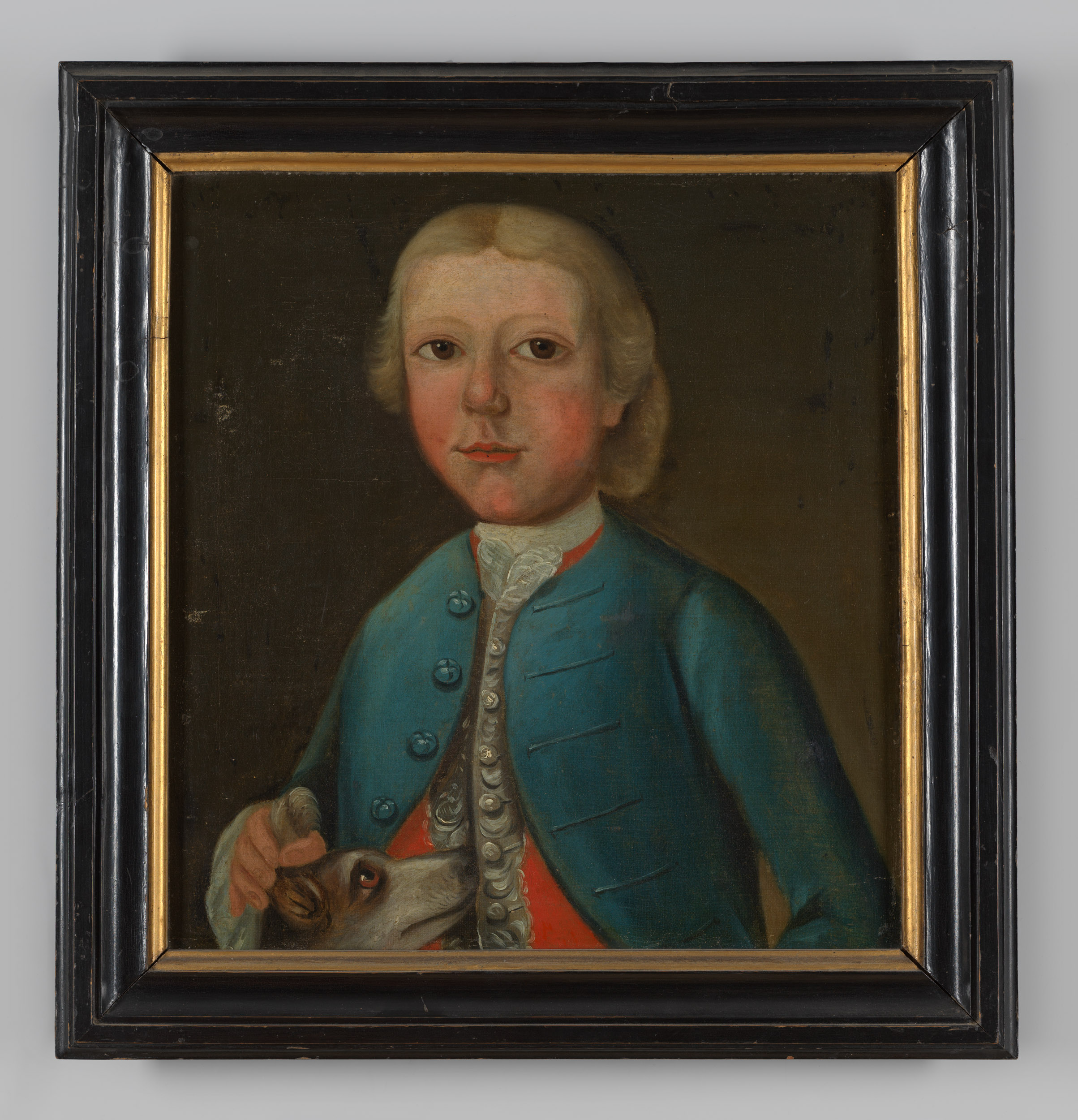
Portret van de overgrootvader van Onno Joost, Jacob Nicolaas van Eck (1752-1833)
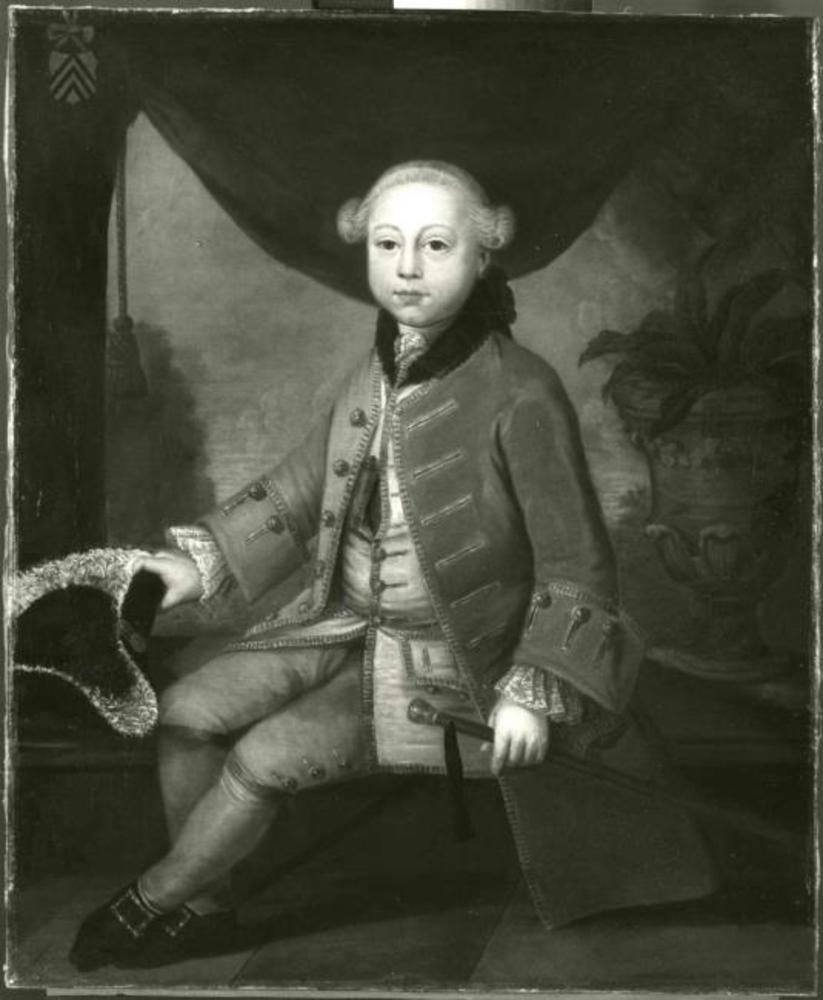
Portret van de overgrootvader van Onno Joost, Anthony Frederik Robbert Evert, Baron van Haersolte (1756-1830)
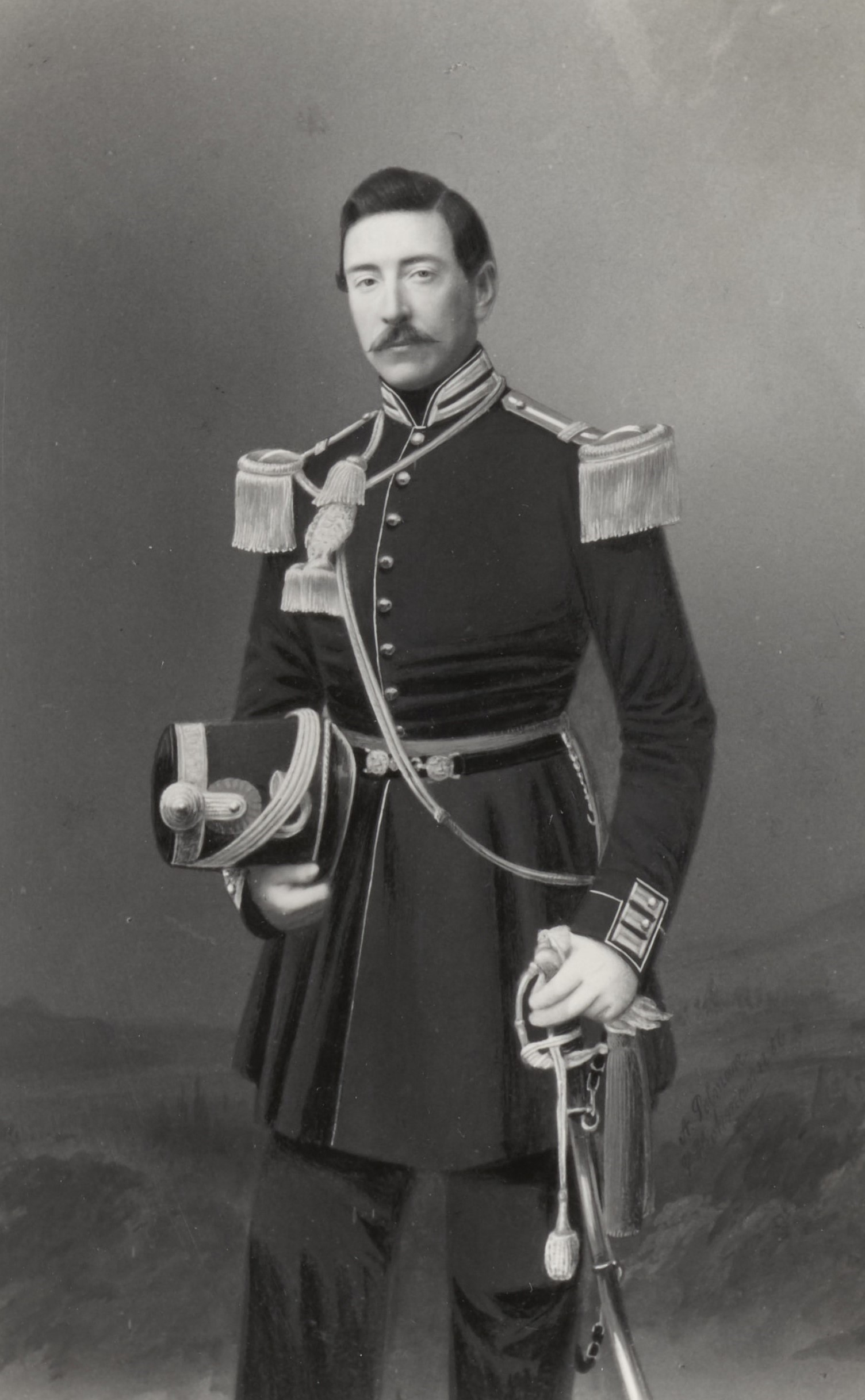
Portret van de vader van Onno Joost, jhr. Pieter Feijo Onno Sickinghe (1824-1885)
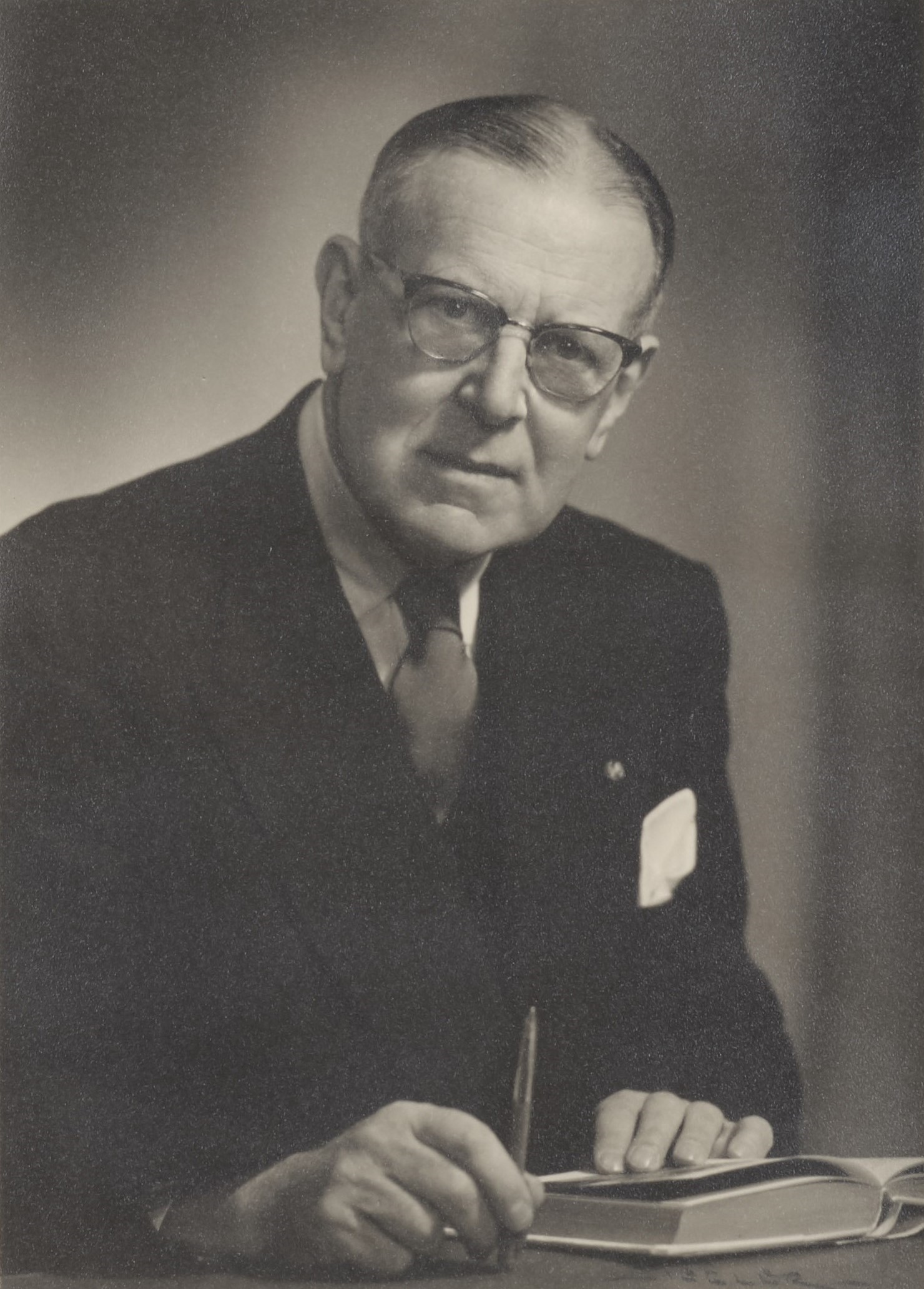
Foto van de zoon van Onno Joost, jhr. Duco Wilhelm Sickinghe (188-1983)
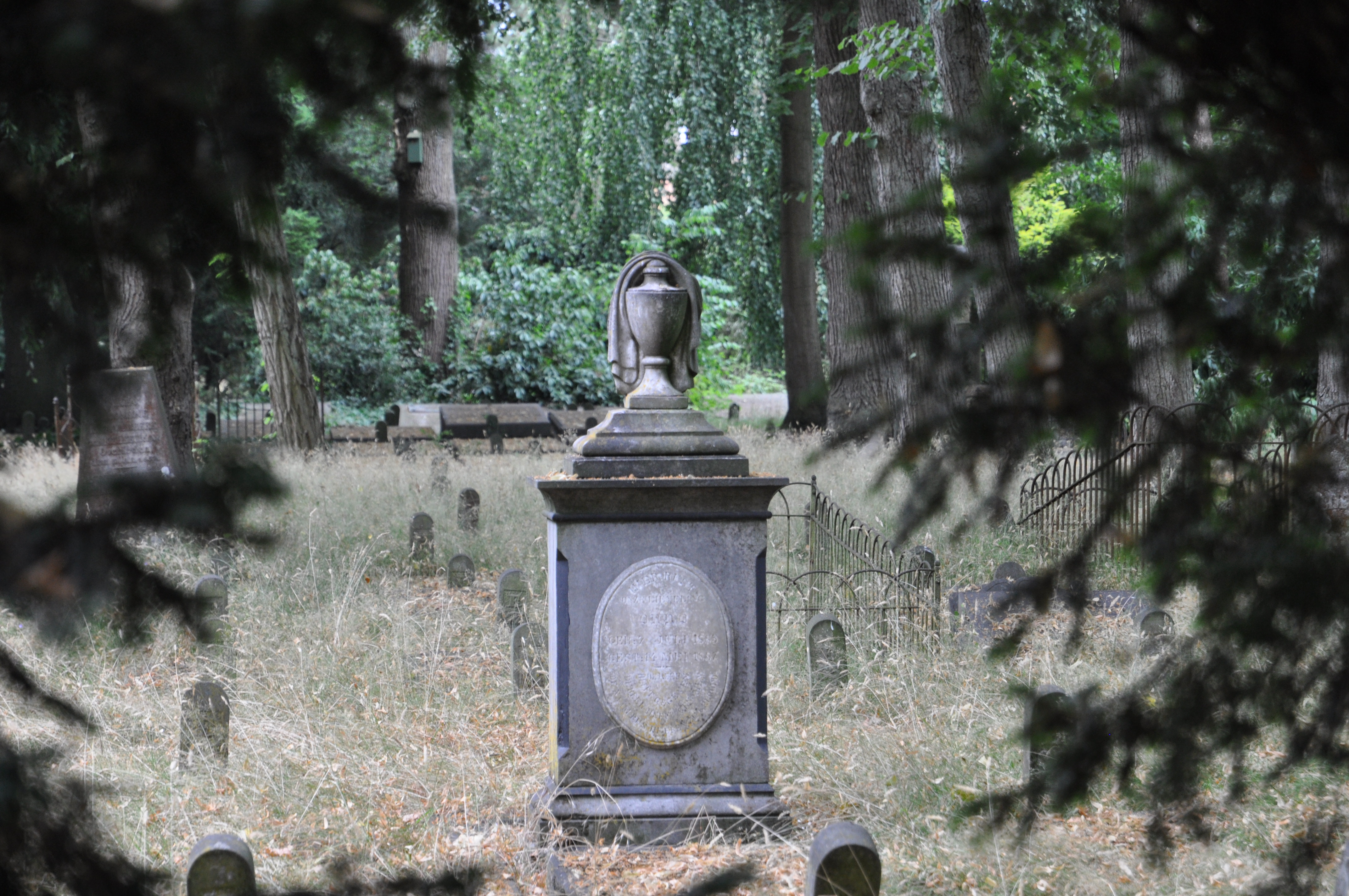
Het graf van twee van de kinderen van Onno Joost (een rijksmonument) op de Oude Algemene Begraafplaats Zeist
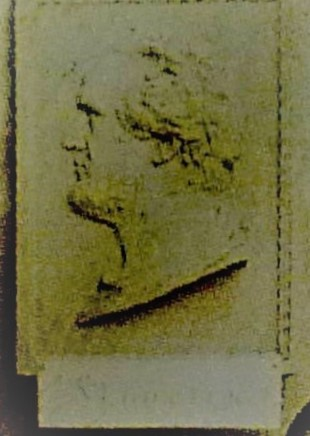
Het medaillon van Howard Staunton dat door O.J. Sickinghe geschonken werd